# SN 2005me
SN 2005me – supernowa typu II odkryta 23 grudnia 2005 roku w galaktyce E244-G31. W momencie odkrycia miała maksymalną jasność 17,50m.